# Liste der Kulturdenkmale in Oberharz am Brocken
In der Liste der Kulturdenkmale in Oberharz am Brocken sind alle  Kulturdenkmale der Gemeinde Oberharz am Brocken und ihrer Ortsteile aufgelistet. Grundlage ist das Denkmalverzeichnis des Landes Sachsen-Anhalt, das auf Basis des Denkmalschutzgesetzes des Landes Sachsen-Anhalt vom 21. Oktober 1991 durch das Landesamt für Denkmalpflege und Archäologie Sachsen-Anhalt erstellt und seither laufend ergänzt wurde (Stand: 31. Dezember 2024).

## Kulturdenkmale nach Ortsteilen

### Benneckenstein (Harz)
| Lage                                                                                            | Bezeichnung           | Beschreibung                                                                                      | Erfassungs- nummer | Ausweisungsart               | Bild           |
| ----------------------------------------------------------------------------------------------- | --------------------- | ------------------------------------------------------------------------------------------------- | ------------------ | ---------------------------- | -------------- |
| Am Bahnhof (Karte)                                                                              | Bahnhof               | Bahnhof Der Bahnhof wird als Teilobjekt der unter Wernigerode eingetragenen Harzquerbahn geführt. | 094 56034 005      | Teilobjekt eines Baudenkmals | Bahnhof        |
| Bahnhofstraße 11, 12 (Karte)                                                                    | Fabrik                | Fabrik                                                                                            | 094 02681          | Baudenkmal                   | Weitere Bilder |
| Bahnhofstraße 19 (Karte)                                                                        | Postamt               |                                                                                                   | 094 98654          | Baudenkmal                   | Weitere Bilder |
| Bahnhofstraße 22c (Karte)                                                                       | Rathaus               |                                                                                                   | 094 98655          | Baudenkmal                   | Rathaus        |
| Friedrich-Ebert-Platz (Karte)                                                                   | Kirche St. Laurentius | evangelische Kirche von 1852, älterer Kirchturm                                                   | 094 02661          | Baudenkmal                   | Weitere Bilder |
| Friedrich-Ebert-Platz (Karte)                                                                   | Kriegerdenkmal        |                                                                                                   | 094 98656          | Kleindenkmal                 | Kriegerdenkmal |
| Friedrich-Ebert-Platz 1, 2, 3, 4, 5, 6, 7, 22, 23, 24, Hinter der Kirche 8, Stadtkirche (Karte) | Straßenzug            |                                                                                                   | 094 02685          | Denkmalbereich               | Weitere Bilder |
| Friedrich-Ebert-Platz 2 (Karte)                                                                 | Wohnhaus              | Wohnhaus, 2018 als Baudenkmal ausgewiesen                                                         | 094 30652          | Baudenkmal                   | Weitere Bilder |
| Klausberg 7 (Karte)                                                                             | Forsthof              |                                                                                                   | 094 98657          | Baudenkmal                   | Weitere Bilder |
| Klippe 6, Mühlenhof 3, 4 (Karte)                                                                | Häusergruppe          |                                                                                                   | 094 02674          | Denkmalbereich               | Weitere Bilder |
| Max-Schmeling-Straße 10 (Karte)                                                                 | Wohnhaus              |                                                                                                   | 094 02678          | Baudenkmal                   | Weitere Bilder |
| Mühlenhof 5 (Karte)                                                                             | Mühlenhof             | Freiheit                                                                                          | 094 02673          | Baudenkmal                   | Weitere Bilder |
| Nordhäuser Straße 22 (Karte)                                                                    | Wohnhaus              | Schwarzburger Rathaus                                                                             | 094 02672          | Baudenkmal                   | Weitere Bilder |
| Oberstadt 1, Töpfermarkt 16 (Karte)                                                             | Hotel                 | Hotel Braunschweig                                                                                | 094 02662          | Baudenkmal                   | Hotel          |
| Oberstadt 14 (Karte)                                                                            | Wohnhaus              |                                                                                                   | 094 02664          | Baudenkmal                   | Wohnhaus       |
| Oberstadt 18, 19, 20, 21 (Karte)                                                                | Häusergruppe          |                                                                                                   | 094 98658          | Denkmalbereich               | Weitere Bilder |
| Oberstadt 48 (Karte)                                                                            | Wohnhaus              |                                                                                                   | 094 02665          | Baudenkmal                   | Weitere Bilder |
| Oberstadt 52 (Karte)                                                                            | Wohnhaus              |                                                                                                   | 094 02666          | Baudenkmal                   | Weitere Bilder |
| Sandbrink 2 (Karte)                                                                             | Forstamt              |                                                                                                   | 094 98659          | Baudenkmal                   | Weitere Bilder |
| Töpfermarkt 3, 4, 5, 5a, 9, 10, 12, 14, 15, 16 (Karte)                                          | Häusergruppe          |                                                                                                   | 094 02669          | Denkmalbereich               | Weitere Bilder |
| Unterstadt 2 (Karte)                                                                            | Wohnhaus              |                                                                                                   | 094 98660          | Baudenkmal                   | Weitere Bilder |
| Unterstadt 34 (Karte)                                                                           | Wohnhaus              | Alte Pfarre (sog. Werkmeisterhaus)                                                                | 094 02675          | Baudenkmal                   | Weitere Bilder |
| Unterstadt 35 (Karte)                                                                           | Schule                |                                                                                                   | 094 02676          | Baudenkmal                   | Weitere Bilder |
| Wernigeröder Straße 6 (Karte)                                                                   | Meierei               |                                                                                                   | 094 02684          | Baudenkmal                   | Weitere Bilder |
| Wernigeröder Straße 3, 4, 5 Ortsausgang Richtung Tanne (Karte)                                  | Erholungsheim         | ehemalige Kuranlage, Fortbildungsinstitut                                                         | 094 97614          | Baudenkmal                   | Weitere Bilder |
| Wildenbach 14 (Karte)                                                                           | Wohnhaus              |                                                                                                   | 094 98661          | Baudenkmal                   | Weitere Bilder |
| Wildenbach 15 (Karte)                                                                           | Wohnhaus              |                                                                                                   | 094 02679          | Baudenkmal                   | Weitere Bilder |
| Wildenbach 32 (Karte)                                                                           | Wohnhaus              | nicht mehr existent, Baulücke                                                                     | 094 00839          | Baudenkmal                   | Wohnhaus       |
| Wildenbach 33 (Karte)                                                                           | Wohnhaus              |                                                                                                   | 094 98662          | Baudenkmal                   | Wohnhaus       |
| Zollhäuser Straße 10 (Karte)                                                                    | Wohnhaus              |                                                                                                   | 094 98663          | Baudenkmal                   | Wohnhaus       |

### Elbingerode (Harz)
| Lage | Bezeichnung                                               | Beschreibung | Erfassungs- nummer | Ausweisungsart               | Bild |
| --- | --------------------------------------------------------- | --- | ------------------ | ---------------------------- | --- |
| Koordinaten fehlen! Hilf mit. | Gedenkstein                                               | Gedenkstein 2020 als Denkmal eingetragen | 094 30654          | Kleindenkmal                 | |
| Hartenberg (Karte) | Forsthaus                                                 | Forsthaus Hartenberg, 750 m östlich vom Schaubergwerk Büchenberg, Richtung Heimburg | 094 55835          | Baudenkmal                   | Weitere Bilder |
| Hartenberg 1a (Karte) | Wohnhaus                                                  | Wohnhaus 2022 als Baudenkmal ausgewiesen. | 094 18861          | Baudenkmal                   | BW |
| Hartenberg (Karte) | Pinge Marmorbruch Hartenberg                              | Pinge | 094 55839          | Baudenkmal                   | BW |
| Talsperrensystem der Oberharzregion, in den Orten Elbingerode OT Elbingerode, Königshütte, Rübeland; Altenbrak OT Almsfeld und Wendefurth; Elend | Talsperre                                                 | Bodewerk | 094 14366          | Baudenkmal                   | |
| zwischen Elbingerode und Hasselfelde | Talsperre                                                 | Talsperre | 094 14366 004      | Teilobjekt eines Baudenkmals | |
| Altes Mühlental 14c | Sägewerk                                                  | Sägewerk 2024 als Denkmal ausgewiesen | 094 19971          | Baudenkmal                   | |
| Am Schloßpark an der Straße Wernigerode nach Nordhausen; Süd-Ost-Ecke der Stadt Elbingerode (Karte) | Burg                                                      | Burg Elbingerode, Schloss Elbingerode | 094 55792          | Baudenkmal                   | Weitere Bilder |
| Am Schloßpark, Auf der Klippe, Bornberg, Friedrich-Engels-Straße, Lessingstraße, Markt, Pfarrstraße, Rohrbachstraße, Schillerstraße, Schulstraße, Steinweg, Torstraße, Trommelplatz, Unterer Kahlenberg, Waldhofstraße, Wasserstraße, Wernigeröder Straße 1 (Karte) | Altstadt                                                  | zugehörige Adressen Am Schloßpark 1, 2, 3, 4, 5, 6, 7, 8, 9, 10 Auf der Klippe 1, 2, 3, 4, 5, 6 Bornberg 1, 2, 3, 4, 5, 6, 7, 8, 9, 10, 11, 12 Friedrich-Engels-Straße 1, 2, 3, 4, 5, 6, 7, 8, 9 Lessingstraße 1, 2, 3, 4, 5, 6 Markt 1, 2, 2a, 3, 4, 5, 7, 9 Pfarrstraße 1, 1a, 2, 3, 4, 5, 6, 8, 9, 10, 11, 12, 13, 14, 15, 16 Rohrbachstraße 2, 3, 4, 5, 6, 7, 8, 9, 10, 11, 12, 13, 14, 14a, 15, 16, 17, 18, 19, 21, 23 Schillerstraße 1, 2, 3, 4, 5, 6, 7, 8, 9, 10, 12 Schulstraße 1, 1a, 2, 3, 4, 5, 6, 7, 8, 9, 10, 11, 12, 14, 16, 18, 20, 22 Steinweg 1, 2, 3, 3a, 4, 5, 6, 7, 8, 9, 10, 11, 13, 15, 16 Torstraße 1, 2, 4, 5, 6, 7, 8, 9, 10, 11, 12, 13, 14, 15, 16, 17, 18, 19, 20, 21, 22 Trommelplatz 1, 2, 3, 4 Unterer Kahlenberg 3a, 4, 4a, 6, 8 Waldhofstraße 1, 2, 3, 4, 5, 6, 8, 10, 11 Wasserstraße 1, 2, 2a, 3, 4, 5, 6, 7, 8, 9, 10, 11, 12, 13, 14, 15, 16, 17, 18, 19, 20, 21, 22, 23, 24, 25, 25a, 27, 28, 29 Wernigeröder Straße 1 | 094 55785          | Denkmalbereich               | [[Vorlage:Bilderwunsch/code!/C:51.77,10.803!/D:Am Schloßpark, Auf der Klippe, Bornberg, Friedrich-Engels-Straße, Lessingstraße, Markt, Pfarrstraße, Rohrbachstraße, Schillerstraße, Schulstraße, Steinweg, Torstraße, Trommelplatz, Unterer Kahlenberg, Waldhofstraße, Wasserstraße, Wernigeröder Straße 1,!/\|BW]] |
| Amt am Zugang zum ehem. Amt und zur Burg (Karte) | Feuerwache                                                | | 094 25246          | Baudenkmal                   | Weitere Bilder |
| Amt 3 (Karte) | Gefängnis                                                 | Gefangenenanstalt | 094 55794          | Baudenkmal                   | Gefängnis |
| Amt 8, 9, 10, 11 (Karte) | Häusergruppe                                              | | 094 55786          | Denkmalbereich               | Häusergruppe |
| Bruchstraße 1 (Karte) | Ackerbürgerhof                                            | drei Gebäude | 094 55795          | Baudenkmal                   | Weitere Bilder |
| Bruchstraße 3 (Karte) | Ackerbürgerhof                                            | | 094 55796          | Baudenkmal                   | Weitere Bilder |
| Bruchstraße 6 (Karte) | Wohnhaus                                                  | | 094 55797          | Baudenkmal                   | Weitere Bilder |
| Bruchstraße 10 (Karte) | Wohnhaus                                                  | | 094 55798          | Baudenkmal                   | Weitere Bilder |
| Bruchstraße 22 (Karte) | Wohnhaus                                                  | | 094 56122          | Baudenkmal                   | Weitere Bilder |
| Büchenbergstraße 1, 2, 4, Unterer Ortberg 3 (Karte) | Platz                                                     | | 094 55787          | Denkmalbereich               | Weitere Bilder |
| Forsthaus 1, 2 Forstort Büchenberg (Karte) | Forsthaus                                                 | | 094 25495          | Baudenkmal                   | Forsthaus |
| Mühlental 2 (Karte) | Wohnhaus                                                  | | 094 55800          | Baudenkmal                   | Weitere Bilder |
| Mühlental 13 (Karte) | Drei Kronen und Ehrt, Einheit                             | Bergwerk Drei Kronen und Ehrt, Grube „Einheit“ | 094 56018          | Baudenkmal                   | Drei Kronen und Ehrt, Einheit |
| Oberer Ortberg 6 (Karte) | Bauernhof                                                 | Haus im Abriss befindlich, nur noch Grundmauern existent | 094 55802          | Baudenkmal                   | BW |
| Pfarrstraße (Karte) | Kirche St. Jacobi                                         | | 094 55791          | Baudenkmal                   | Weitere Bilder |
| Pfarrstraße 1 (Karte) | Gasthof                                                   | Eckgebäude | 094 25247          | Baudenkmal                   | Weitere Bilder |
| Pfarrstraße 2 (Karte) | Pfarrhaus                                                 | Pfarrhof, zwei Gebäude | 094 25248          | Baudenkmal                   | Weitere Bilder |
| Pfarrstraße 3 (Karte) | Wohn- und Geschäftshaus                                   | | 094 55803          | Baudenkmal                   | Weitere Bilder |
| Pfarrstraße 8 (Karte) | Wohn- und Geschäftshaus                                   | | 094 55804          | Baudenkmal                   | Weitere Bilder |
| Pfarrstraße 13 (Karte) | Wohn- und Geschäftshaus                                   | | 094 55805          | Baudenkmal                   | Wohn- und Geschäftshaus |
| Pfarrstraße 15 (Karte) | Wohnhaus                                                  | Gaststätte „Berghof“ | 094 55806          | Baudenkmal                   | Weitere Bilder |
| Rohrbachstraße 3 (Karte) | Gasthof                                                   | Hotel „Zum Goldenen Adler“ | 094 55807          | Baudenkmal                   | Weitere Bilder |
| Rohrbachstraße 5 (Karte) | Wohnhaus                                                  | Gebäudekomplex mit Innenhof | 094 25250          | Baudenkmal                   | Weitere Bilder |
| Rohrbachstraße 12 (Karte) | Wohnhaus                                                  | | 094 55808          | Baudenkmal                   | Weitere Bilder |
| Rohrbachstraße 16 (Karte) | Wohnhaus                                                  | drei Gebäude, größeres Eckgrundstück | 094 55809          | Baudenkmal                   | Weitere Bilder |
| Rotenberg, unter dem Hartenberg (Karte) | Bergwerk Büchenberg                                       | | 094 55848          | Baudenkmal                   | Bergwerk Büchenberg |
| Schulstraße 8 (Karte) | Wohnhaus                                                  | | 094 25251          | Baudenkmal                   | Weitere Bilder |
| Schulstraße 9 (Karte) | Schule                                                    | | 094 55812          | Baudenkmal                   | Weitere Bilder |
| Schulstraße 11 (Karte) | Schule                                                    | | 094 55813          | Baudenkmal                   | Weitere Bilder |
| Schulstraße 14 (Karte) | Wohnhaus                                                  | | 094 55814          | Baudenkmal                   | Weitere Bilder |
| Schulstraße 20 (Karte) | Wohn- und Geschäftshaus                                   | | 094 55815          | Baudenkmal                   | Weitere Bilder |
| Steinweg 5 (Karte) | Wohnhaus                                                  | | 094 25252          | Baudenkmal                   | Weitere Bilder |
| Susenburger Straße 1, 2, 3, 4, 5, 6, 7, 8, 9, 10, 11, 12, 13, 14, 15, 16, 17, 18, 19, 20, 21, 22, 23, 24, 25, 26, 27, 28, 29, 30, 31, 32, 34, 36, 38, 40, 42, 44 Waldweg 1, 2, 3, 4, 5, 6, 7, 8, 9 (Karte)                                                          | Siedlung                                                  | | 094 56425          | Denkmalbereich               | Weitere Bilder |
| Torstraße 1 (Karte) | Brauerei                                                  | | 094 55816          | Baudenkmal                   | Weitere Bilder |
| Torstraße 21 (Karte) | Wohnhaus                                                  | Doppelhaus zu Nr.22 | 094 55818          | Baudenkmal                   | Weitere Bilder |
| Torstraße 22 (Karte) | Wohnhaus                                                  | Doppelhaus zu Nr.21 | 094 55819          | Baudenkmal                   | Weitere Bilder |
| Trommelplatz 3 (Karte) | Forsthof                                                  | Giebel zum Steinweg | 094 55820          | Baudenkmal                   | Weitere Bilder |
| Unter den Birken | Stollen                                                   | Bomshaier Stollen | 094 55841          | Baudenkmal                   | |
| Unter den Birken 1 zu beiden Seiten der Chaussee nach Drei Annen Hohne gelegen (Karte) | Diakonissenhaus                                           | Diakonissen-Mutterhaus Neuvandsburg, Kirche und Haus Eiche, Architektur Bauhaus | 094 55821          | Baudenkmal                   | Weitere Bilder |
| Unter den Birken 1, auf dem Gelände des Diakonissen-Mutterhauses | Kirche                                                    | Kirche | 094 55821 001      | Teilobjekt eines Baudenkmals | Weitere Bilder |
| Unterer Ortberg 3 (Karte) | Wohn- und Geschäftshaus                                   | | 094 55822          | Baudenkmal                   | Weitere Bilder |
| Unterer Ortberg 5 (Karte) | Wohnhaus                                                  | | 094 55823          | Baudenkmal                   | Weitere Bilder |
| Verschönerung (Karte) | Allee                                                     | Waldstück entlang der Heinrich-Georg-Neuß-Str. | 094 25253          | Baudenkmal                   | Weitere Bilder |
| Waldhofstraße Friedhof (Karte) | Kriegerdenkmal                                            | | 094 55799          | Kleindenkmal                 | Weitere Bilder |
| Waldhofstraße 1 (Karte) | Gaststätte                                                | Waldhof, unbewohnt und stark sanierungsbedürftig | 094 55826          | Baudenkmal                   | Weitere Bilder |
| Waldhofstraße 11 (Karte) | Wohnhaus                                                  | Haus Ulme | 094 25254          | Baudenkmal                   | Weitere Bilder |
| Wasserstraße 1 (Karte) | Wohnhaus                                                  | | 094 25255          | Baudenkmal                   | Weitere Bilder |
| Wasserstraße 10 (Karte) | Wohnhaus                                                  | | 094 55827          | Baudenkmal                   | Weitere Bilder |
| Wasserstraße 12 (Karte) | Wohnhaus                                                  | Eckbebauung | 094 55828          | Baudenkmal                   | Weitere Bilder |
| Wasserstraße 20 (Karte) | Wohnhaus                                                  | | 094 55829          | Baudenkmal                   | Weitere Bilder |
| Wasserstraße 22 (Karte) | Wohn- und Geschäftshaus                                   | | 094 55830          | Baudenkmal                   | Weitere Bilder |
| Wasserstraße 28 (Karte) | Wohnhaus                                                  | | 094 55831          | Baudenkmal                   | Weitere Bilder |
| Weißkopfchaussee (Karte) | Porphyrtagebau Mittelharzer Gang                          | Pingen des ehemaligen Porphyrtagebau Mittelharzer Gang | 094 55844          | Denkmalbereich               | Weitere Bilder |
| Weißkopfchaussee (Karte) | Radstube Franzstollen / Hartengrippenhagensberger Stollen | Radstube Franzstollen mit Hartengrippenhagensberger Stollen | 094 55843          | Denkmalbereich               | Radstube Franzstollen / Hartengrippenhagensberger Stollen |
| Weißkopfchaussee Büchenberg, östlich Weiskopfchaussee (Karte) | Charlottenstollen                                         | | 107 25012          | Baudenkmal                   | Charlottenstollen |
| Wernigeröder Straße 1 (Karte) | Wohnhaus                                                  | Einmündung Bruchstraße / Büchenbergstraße | 094 55832          | Baudenkmal                   | Weitere Bilder |
| Westbahnhof 5 | Empfangsgebäude                                           | Empfangsgebäude | 107 25014 014      | Teilobjekt eines Baudenkmals | |

### Elend (Harz)
| Lage                             | Bezeichnung      | Beschreibung | Erfassungs- nummer | Ausweisungsart               | Bild           |
| -------------------------------- | ---------------- | --- | ------------------ | ---------------------------- | -------------- |
| Koordinaten fehlen! Hilf mit.    | Gedenkstein      | Gedenkstein 2020 als Denkmal eingetragen                                                                                                 | 094 30655          | Kleindenkmal                 |                |
| Bahnhofstraße 1                  | Bahnhof          | Bahnhof Der Bahnhof wird als Teilobjekt der unter Wernigerode eingetragenen Harzquerbahn geführt.                                        | 094 56034 006      | Teilobjekt eines Baudenkmals |                |
| Bodeweg 1 (Karte)                | Siedlung         | Forstarbeitersiedlung | 094 00827          | Denkmalbereich               | Siedlung       |
| Bodeweg 2 (Karte)                | Siedlung         | Forstarbeitersiedlung | 094 00827          | Denkmalbereich               | Siedlung       |
| Bodeweg 3 (Karte)                | Siedlung         | Forstarbeitersiedlung | 094 00827          | Denkmalbereich               | BW             |
| Bodeweg 4 (Karte)                | Siedlung         | Forstarbeitersiedlung | 094 00827          | Denkmalbereich               | BW             |
| Bodeweg 5 (Karte)                | Siedlung         | Forstarbeitersiedlung | 094 00827          | Denkmalbereich               | Siedlung       |
| Bodeweg 6 (Karte)                | Siedlung         | Forstarbeitersiedlung | 094 00827          | Denkmalbereich               | Siedlung       |
| Bodeweg 7 (Karte)                | Siedlung         | Forstarbeitersiedlung | 094 00827          | Denkmalbereich               | BW             |
| Bodeweg 10 (Karte)               | Holzkirche Elend | Haus Elendstal | 094 00832          | Baudenkmal                   | Weitere Bilder |
| Braunlager Straße 8 (Karte)      | Pension          | Pension Waldschlößchen | 094 00836          | Baudenkmal                   | BW             |
| Braunlager Straße 15 (Karte)     | Gasthaus         | Waldmühle, Hotelanlage | 094 00845          | Baudenkmal                   | BW             |
| Denkmalsplatz, Ortsmitte (Karte) | Kriegerdenkmal   | Kriegerdenkmal von 1924 zum Gedenken an die Gefallenen des Ersten Weltkrieges, später um eine Gedenktafel zum Zweiten Weltkrieg ergänzt. | 094 25311          | Kleindenkmal                 | Kriegerdenkmal |

### Hasselfelde
| Lage | Bezeichnung             | Beschreibung | Erfassungs- nummer | Ausweisungsart               | Bild                    |
| --- | ----------------------- | --- | ------------------ | ---------------------------- | ----------------------- |
| zwischen Hasselfelde und Tanne | Talsperre               | Talsperre | 094 14366 003      | Teilobjekt eines Baudenkmals |                         |
| verschiedene Flurstücke entlang der Bahnstrecke | Eisenbahnanlage         | Eisenbahnanlage | 107 25043 007      | Teilobjekt eines Baudenkmals |                         |
| Am Bahnhof (Karte) | Gedenkstein             | Gedenkstein Vor dem Bahnhof Hasselfelde steht ein Gedenkstein für den in Hasselfelde geborenen Apotheker Kermann Blumenau, Gründer der Stadt Blumenau in Brasilien. | 094 56067          | Kleindenkmal                 | Gedenkstein             |
| Am Bahnhof, Am Markt, Bahnhofstraße, Bergstraße 1, Blankenburger Straße, Breite Straße, Bruchstraße, Brummeckenstraße, Feuergasse, Grabenstraße, Hammelstraße, Kirchhofstraße, Kreuzstraße, Lindenstraße, Marktstraße, Mönchestraße, Nordhäuser Straße 1, (Karte) | Altstadt                | zugehörige Adressen Am Bahnhof 1, 2, 3, 4, 5 Am Markt 1, 2, 3, 4, 5, 6, 7, 8, 9, 10, 11, 12, 13, 14, 14a, 15 Bahnhofstraße 1, 1a, 2, 3, 4, 5, 6, 7, 8, 9, 10, 11 Bergstraße 1 Blankenburger Straße 1, 2, 3, 4, 5, 6, 7, 8, 9, 10, 11, 12, 13, 14, 15, 16, 17, 18, 19, 20, 21, 22, 23, 24, 25, 26, 27, 28, 29, 30, 31, 32, 33, 34, 35, 36 Breite Straße 1, 2, 3, 4, 5, 6, 7, 8, 9, 10, 11, 12, 13, 14, 15, 16, 17, 18, 19, 20, 21, 22, 23, 24, 25, 26, 27 Bruchstraße 1, 2, 3, 4, 5, 6, 7 Brummeckenstraße 1, 2, 3, 4, 5, 6, 7, 8 Feuergasse Grabenstraße 1, 2, 3, 4, 5, 6, 7, 8, 9, 10, 11, 12, 13, 14, 15, 16, 17, 18, 19, 20, 20a, 21, 22, 23, 24, 25, 26, 27, 28, 29, 30, 31, 32, 33, 34, 35, 36, 37, 38, 39, 40, 41, 42, 43, 44, 45, 46 Hammelstraße 1, 2, 3, 4, 5, 6, 7, 8, 9, 10, 11, 12, 13, 14, 15, 16, 17, 18, 18a, 19, 19a, 20 Kirchhofstraße 1, 2, 3 Kreuzstraße 1, 2, 3 Lindenstraße 1, 2, 3, 4, 5 Marktstraße 1, 2, 3, 3a, 4, 5, 6, 7, 8, 9, 10 Mönchestraße 1, 2, 3, 4, 5, 6, 7, 8, 9, 10, 11, 12, 13, 14, 15 Nordhäuser Straße 1 | 094 56048          | Denkmalbereich               | Altstadt                |
| Am Bahnhof 7, 8 | Bahnhof                 | Bahnhof Der Bahnhof wird als Teilobjekt der unter Wernigerode eingetragenen Harzquerbahn geführt. | 094 56034 007      | Teilobjekt eines Baudenkmals |                         |
| Am Markt (Karte) | Kirche St. Antonius     | Kirche | 094 56049          | Baudenkmal                   | Weitere Bilder          |
| Am Markt 1 (Karte) | Wohnhaus                | | 094 56061          | Baudenkmal                   | Wohnhaus                |
| Am Markt 8 (Karte) | Wohnhaus                | | 094 25268          | Baudenkmal                   | Wohnhaus                |
| Am Markt 9 (Karte) | Wohn- und Geschäftshaus | | 094 56050          | Baudenkmal                   | Weitere Bilder          |
| Am Markt 15 Ecke zur Steilen Straße (Karte) | Apotheke                | | 094 56060          | Baudenkmal                   | Apotheke                |
| Bergstraße 4 (Karte) | Wohnhaus                | | 094 25269          | Baudenkmal                   | Weitere Bilder          |
| Blankenburger Straße 42 (Karte) | Ackerbürgerhof          | | 094 56057          | Baudenkmal                   | Weitere Bilder          |
| Breite Straße 5 Ecke Kreuzstraße (Karte) | Wohn- und Geschäftshaus | | 094 56065          | Baudenkmal                   | Wohn- und Geschäftshaus |
| Breite Straße 8 (Karte) | Wohnhaus                | | 094 56066          | Baudenkmal                   | Weitere Bilder          |
| Breite Straße 20 (Karte) | Wohnhaus                | | 094 56051          | Baudenkmal                   | Wohnhaus                |
| Breite Straße 27 (Karte) | Postamt                 | | 094 56052          | Baudenkmal                   | Postamt                 |
| Hagenstraße 1 (Karte) | Feuerwache              | | 094 56054          | Baudenkmal                   | Feuerwache              |
| Hagenstraße 4 (Karte) | Schule                  | | 094 56053          | Baudenkmal                   | Schule                  |
| Hammelstraße 1 (Karte) | Wohnhaus                | | 094 25270          | Baudenkmal                   | Weitere Bilder          |
| Kreuzstraße 1 Ecke Feuergasse (Karte) | Wohnhaus                | | 094 56059          | Baudenkmal                   | Weitere Bilder          |
| Lindenstraße 1 (Karte) | Wohn- und Geschäftshaus | | 094 56068          | Baudenkmal                   | Wohn- und Geschäftshaus |
| Lindenstraße 3 (Karte) | Gasthof                 | Lindenhof | 094 56064          | Baudenkmal                   | Gasthof                 |
| Nordhäuser Straße 14 (Karte) | Bauernhof               | | 094 56055          | Baudenkmal                   | Bauernhof               |
| Rathausstraße 1 Am Markt, Eckgebäude zur Breiten Straße (Karte) | Wohnhaus                | | 094 56063          | Baudenkmal                   | Wohnhaus                |

### Königshütte (Harz)
| Lage                                                                            | Bezeichnung               | Beschreibung | Erfassungs- nummer | Ausweisungsart               | Bild                      |
| ------------------------------------------------------------------------------- | ------------------------- | --- | ------------------ | ---------------------------- | ------------------------- |
| Ortsausgang Richtung Tanne über der Bode (Karte)                                | Königsburg Bodefeld       | auch als Königsburg Bodefeld bezeichnete Burgruine                                                               | 094 03363          | Baudenkmal                   | Königsburg Bodefeld       |
| zwischen Elend und Königshütte                                                  | Talsperre                 | Talsperre | 094 14366 006      | Teilobjekt eines Baudenkmals |                           |
| Alte Brockenstraße Brockenstraße, B 27, unmittelbar neben Straße                | Teichtalstollen           | Stollen | 094 56028          | Baudenkmal                   |                           |
| Alte Brockenstraße 8 (Karte)                                                    | Scheune                   | | 094 03364          | Baudenkmal                   | Weitere Bilder            |
| Am Klingenberg am Klingenberg, Hang oberhalb der Bode, gegenüber Hütte/Ofenhaus | Kriegerdenkmal Rothehütte | Gefallenenehrenmal/Kriegerdenkmal Rothehütte                                                                     | 094 12571          | Kleindenkmal                 | Kriegerdenkmal Rothehütte |
| An den Teichen Teichtal, zwischen Hornberg und Rothehütte (Karte)               | Wasserfall                | Graben, Wasserfall                                                                                               | 094 56027          | Baudenkmal                   | Weitere Bilder            |
| Bodetalstraße 2, 3, 5 (Karte)                                                   | Häusergruppe              | | 094 16373          | Denkmalbereich               | Weitere Bilder            |
| Friedensstraße 9 (Karte)                                                        | Wohnhaus                  | Hauptgebäude und Scheune, Scheune derzeit im Abriss                                                              | 094 25307          | Baudenkmal                   | Wohnhaus                  |
| Neue Hütte 5 (Karte)                                                            | Wohnhaus                  | Kapelle der Hüttenknappen, großes Hauptgebäude                                                                   | 094 00850          | Baudenkmal                   | Weitere Bilder            |
| Schulstraße 1 (Karte)                                                           | Hüttenwerk                | Fabrik- und Verwaltungsgebäude Eisenhütte, Gießerei und Ofenbau GmbH Rothehütte, direkt neben der Friedensstraße | 094 03362          | Baudenkmal                   | Weitere Bilder            |
| Schulstraße 6 (Karte)                                                           | Wohnhaus                  | zwei Gebäude, parallel zueinander, Giebel zur Straße                                                             | 094 16374          | Baudenkmal                   | Weitere Bilder            |
| Schulstraße 8 (Karte)                                                           | Forsthaus                 | | 094 25309          | Baudenkmal                   | Weitere Bilder            |
| Schulstraße 10, 10a (Karte)                                                     | Kirche                    | Ev. Kapelle Königshütte und Gebäude daneben vermutlich ehem. Pfarrhaus, heute Kita                               | 094 03361          | Baudenkmal                   | Weitere Bilder            |

### Rübeland
| Lage | Bezeichnung             | Beschreibung | Erfassungs- nummer | Ausweisungsart                                     | Bild                    |
| --- | ----------------------- | --- | ------------------ | -------------------------------------------------- | ----------------------- |
| (Karte) | Burgruine Birkenfeld    | Burgruine | 094 00932          | Baudenkmal                                         | Weitere Bilder          |
| auf dem Friedhof (Karte) | Denkmal                 | Gedenkstein für 32 russische Kriegsgefangene | 094 00933          | Baudenkmal                                         | Weitere Bilder          |
| auf dem Friedhof (Karte) | Denkmal                 | Gedenkstein für 9 russische Kriegsgefangene des 1. Weltkrieg | 094 00934          | Kleindenkmal                                       | Weitere Bilder          |
| auf dem Friedhof (Karte) | Denkmal                 | Gedenkstein für Opfer (Helden der Arbeit) des 10. Januar 1918, Pulverfabrik Rübeland | 094 25300          | Kleindenkmal                                       | Weitere Bilder          |
| Nordosthang des Bielstein, über dem Ort (Karte) | Glockenturm             | | 094 00935          | Baudenkmal                                         | BW                      |
| zwischen Altenbrak und Elbingerode | Talsperre               | Talsperre | 094 14366 001      | Teilobjekt eines Baudenkmals                       |                         |
| zwischen Elbingerode und Rübeland | Talsperre               | Talsperre | 094 14366 005      | Teilobjekt eines Baudenkmals                       |                         |
| Susenburg (Karte) | Verwaltungsgebäude      | Verwaltungsgebäude | 094 56424          | Baudenkmal                                         | BW                      |
| An der Bode 3 (Karte) | Wohnhaus                | | 094 01859          | Baudenkmal                                         | Weitere Bilder          |
| Bergstraße 1, 3, 4, 5, 7, 8, 9, 10, 11, 12, 13, Güldenwinkel 1, 2, 3, 5, 8, 10, 13, 16, Ortsstraße 1, 3, 4, 5, 6, 8, 11, 12, 14, 20, 21, 27, 31 Neuwerk (Karte) | Ortskern                | Ortszentrum Neuwerk | 094 56429          | Denkmalbereich                                     | Weitere Bilder          |
| Blankenburger Straße unterhalb Bahnhof Rübeland (Karte) | Brücke                  | Bodebrücke Anschlussbahn | 107 25015          | Baudenkmal                                         | Brücke                  |
| Blankenburger Straße Eingang Baumannshöhle (Karte) | Empfangsgebäude         | Empfangsgebäude der Baumannshöhle | 094 00940          | Baudenkmal                                         | Empfangsgebäude         |
| Blankenburger Straße an Bodebrücke im Ort (Karte) | Hüttenwerk              | Bahnhof Rübeland-Tropfsteinhöhlen, ehemalige Oberhüttenfaktorei Rübeland | 094 00938          | Baudenkmal                                         | Weitere Bilder          |
| Blankenburger Straße (Karte) | Christuskirche          | Kirche | 094 00939          | Baudenkmal                                         | Weitere Bilder          |
| Blankenburger Straße vor der Haus-Nr. 23 (Karte) | Kriegerdenkmal          | Gedenkstein für 54 Gefallene des Ortes im 1. Weltkrieg | 094 25301          | Baudenkmal                                         | Weitere Bilder          |
| Blankenburger Straße am Bad, Felswand im Bodetal / Straße nach Neuwerk/Kreuztal (Karte)                                                                         | Schornstein             | Schornstein Verkohlungsanlage Schornsteinberg | 094 01169          | Baudenkmal                                         | Schornstein             |
| Blankenburger Straße 1 neben alten Bahnhof (Karte) | Kraftwerk               | Sägewerk der ehem. Halberstadt-Blankenburger-Eisenbahn (HBE, Rübelandbahn), Wirtschaftsgebäude und Lager abgerissen | 094 56020          | Baudenkmal                                         | Kraftwerk               |
| Blankenburger Straße 21 (Karte) | Pfarrhaus               | Pfarrhaus | 094 00936          | Baudenkmal                                         | Pfarrhaus               |
| Blankenburger Straße 37 (Karte) | Wohnhaus                | Wohnhaus direkt neben dem Eingang zur Baumannshöhle | 094 01860          | Baudenkmal                                         | Weitere Bilder          |
| Blankenburger Straße 43 (Karte) | Wohn- und Geschäftshaus | Wohn- und Geschäftshaus | 094 00931          | Baudenkmal                                         | Weitere Bilder          |
| Güldenwinkel 16 Neuwerk (Karte) | Wohnhaus                | Wohnhaus | 094 56427          | Baudenkmal                                         | Weitere Bilder          |
| Hamburg 22 Neuwerk (Karte) | Wohnhaus                | | 094 56433          | Baudenkmal                                         | Weitere Bilder          |
| Hamburg 54 Neuwerk (Karte) | Wohnhaus                | | 094 00981          | Baudenkmal                                         | Wohnhaus                |
| Hasselfelder Straße 2 (Karte) | Empfangsgebäude         | Empfangsgebäude Hermannshöhle | 094 00927          | Baudenkmal                                         | Weitere Bilder          |
| Hasselfelder Straße (Karte) | Kiosk                   | | 094 25303          | Baudenkmal                                         | Weitere Bilder          |
| Hasselfelder Straße (Karte) | Denkmal                 | Höhlenbär-Skulptur | 094 25413          | Kleindenkmal                                       | Denkmal                 |
| Hasselfelder Straße 4 (Karte) | Forsthof                | drei Gebäude | 094 25154          | Baudenkmal                                         | Weitere Bilder          |
| Hirtengasse 3a Neuwerk (Karte) | Schule                  | Alte Schule | 094 00943          | Baudenkmal                                         | Weitere Bilder          |
| Kreuztal Neuwerk an Bodebrücke Kreuztal (Karte) | Kraftwerk               | Achsenschmiede | 094 56022          | Baudenkmal                                         | Weitere Bilder          |
| Kreuztal 75, 98 Neuwerk hinter der Bodebrücke (Karte) | Häusergruppe            | Haus Waldschlößchen, Nähe B 27 | 094 56434          | Denkmalbereich                                     | Häusergruppe            |
| Kreuztal 90 Neuwerk (Karte) | Pension                 | Villa (des ehem. Direktor der Harzer Werke) | 094 01342          | Baudenkmal                                         | Weitere Bilder          |
| Märtensstraße (Karte) | Kulturhaus              | Goethehaus | 094 00925          | Baudenkmal                                         | Weitere Bilder          |
| Mühlenweg 4 Neuwerk (Karte) | Mühle                   | | 094 25305          | Baudenkmal                                         | Weitere Bilder          |
| Mühlenweg 1, 2 Neuwerk Hüttenplatz (Karte) | Hüttenwerk              | Eisenhütte, Hütte Neuwerk, Ofenhaus, sehr baufällig | 094 56428          | Baudenkmal                                         | Weitere Bilder          |
| Ortsstraße 1 Neuwerk (Karte) | Wohnhaus                | Fachwerkhaus | 094 56432          | Baudenkmal                                         | Wohnhaus                |
| Ortsstraße 20 Oberhalb des Hüttenplatzes bzw. der Hütte (Karte)                                                                                                 | Schule                  | Ferienhaus, ehemalige „Neue Schule“ | 094 56430          | Baudenkmal                                         | Weitere Bilder          |
| an der Schule Neuwerk (Karte) | Kriegerdenkmal Rübeland | Kriegerdenkmal | 094 25306          | Baudenkmal                                         | Kriegerdenkmal Rübeland |
| Kreuztal bei Neuwerk / auf dem Krockstein (Karte) | Steinbruch              | Marmorbruch | 094 56021          | Baudenkmal                                         | Weitere Bilder          |
| (Karte) | Eisenbahnanlage         | umfangreiches Kulturdenkmal über mehrere Orte und Gemeinden, bestehend aus: - Bahnhof Rübeland-Tropfsteinhöhlen, Blankenburger Straße / Bodebrücke (51.754278, 10.844542) - Eisenbahnbrücke Blankenburger Straße (51.757456, 10.853474) - Bahnhof Rübeland, Blankenburger Straße 1-3 (51.755809, 10.856414; nur noch der Lokschuppen existent) - Lokomotive Rübeland, Blankenburger Straße 3, Bodetal, Bahnhof Rübeland (51.755770, 10.856803; nicht mehr existent) - Bismarcktunnel Oberharz am Brocken, Kreuztal (51.758775, 10.862244) - Kreuztalviaduktbrücke Rübeland, Blankenburger Straße / Kreuztal (51.759887, 10.863902) - Krocksteintunnel Harz Oberharz am Brocken, Kreuztal (51.760611, 10.865147) - Damm Rübeland, Blankenburger Straße / Kreuztal - Bahnhof Blankenburg (Harz), Bahnhofstraße 4, (51.795725, 10.961115) - Lokomotive Blankenburg (Harz), Weinbergstraße Bahnbetriebswerk - Eisenbahnanlage Blankenburg (Harz), Eichberg - Tunnel Hüttenrode, Braunesumpf - Stellwerk Hüttenrode, ehemaliger Bahnhof - Empfangsgebäude Elbingerode (Harz), Westbahnhof 5 - Bahnstrecke von Blankenburg nach Tanne (51.75520, 10.84010) | 107 250014         | Baudenkmal                                         | Weitere Bilder          |
| Blankenburger Straße, Kreuztal | Damm                    | Damm | 107 250014 004     | Teilobjekt eines Baudenkmals                       |                         |
| Blankenburger Straße, Kreuztal | Brücke                  | Brücke | 107 250014 006     | Teilobjekt eines Baudenkmals                       |                         |
| Koordinaten fehlen! Hilf mit. | Tunnel                  | Tunnel | 107 250014 008     | Teilobjekt eines Baudenkmals                       |                         |
| Blankenburger Straße 3 | Bahnhof Rübeland        | Bahnhof | 107 250014 009     | Teilobjekt eines Baudenkmals                       | Weitere Bilder          |
| Blankenburger Straße 3, Bodetal, Bahnhof Rübeland | Lokomotive              | Lokomotive | 107 250014 010     | Teilobjekt eines Baudenkmals - bewegliches Denkmal |                         |
| Blankenburger Straße, EÜ B 27 | Brücke                  | Brücke | 107 250014 011     | Teilobjekt eines Baudenkmals                       |                         |
| Blankenburger Straße, Bodebrücke | Bahnhof                 | Bahnhof | 107 250014 012     | Teilobjekt eines Baudenkmals                       |                         |

### Sorge
| Lage                                                                                              | Bezeichnung                     | Beschreibung                                               | Erfassungs- nummer | Ausweisungsart | Bild                            |
| ------------------------------------------------------------------------------------------------- | ------------------------------- | ---------------------------------------------------------- | ------------------ | -------------- | ------------------------------- |
| Ochsenberg zwischen Benneckenstein und Sorge (Karte)                                              | Sanatorium                      | Johanniter-Heilanstalt                                     | 094 02170          | Denkmalbereich | BW                              |
| an der Benneckensteiner Straße (Karte)                                                            | Glockenturm                     |                                                            | 094 02168          | Baudenkmal     | BW                              |
| Ochsenberg (Karte)                                                                                | Grenzsicherungsanlage bei Sorge | Grenzsicherungsanlage, jetzt als Grenzmuseum Sorge geführt | 094 25421          | Baudenkmal     | Grenzsicherungsanlage bei Sorge |
| Ortsausgang nach Benneckenstein                                                                   | Runnebaumpark                   |                                                            | 094 02870          | Baudenkmal     |                                 |
| Voigtsfelde, Sorge, im Ort und westlich der Ortslage, an der B 242 und an der Warmen Bode (Karte) | Kanal                           | Kunstgraben                                                | 094 56030          | Denkmalbereich | Kanal                           |
| (Karte)                                                                                           | Gemeindehaus                    |                                                            | 094 02166          | Baudenkmal     | Gemeindehaus                    |
| Benneckensteiner Straße 12 (Karte)                                                                | Wohnhaus                        |                                                            | 094 02871          | Baudenkmal     | BW                              |
| Köhlerberg 4 (Karte)                                                                              | Landhaus                        | Landhaus Weichelt                                          | 094 25484          | Baudenkmal     | BW                              |
| Zur Bodemühle 7 (Karte)                                                                           | Hüttenwerk                      | Alte Faktorei                                              | 094 00857          | Baudenkmal     | Hüttenwerk                      |
| Zur Bodemühle 12 (Karte)                                                                          | Wohnhaus                        |                                                            | 094 25280          | Baudenkmal     | Wohnhaus                        |
| Zur Bodemühle 3, 4, 5, 6 (Karte)                                                                  | Häusergruppe                    |                                                            | 094 02164          | Denkmalbereich | Häusergruppe                    |

### Stiege
| Lage                                            | Bezeichnung       | Beschreibung                                                                                      | Erfassungs- nummer | Ausweisungsart               | Bild           |
| ----------------------------------------------- | ----------------- | ------------------------------------------------------------------------------------------------- | ------------------ | ---------------------------- | -------------- |
| verschiedene Flurstücke entlang der Bahnstrecke | Eisenbahnanlage   | Eisenbahnanlage                                                                                   | 107 25043 006      | Teilobjekt eines Baudenkmals |                |
| B242 Stiege 4 km Richtung Güntersberge (Karte)  | Albrechtshaus     | Ehemaliges Sanatorium, nach Brand nun Verfall                                                     | 094 97678          | Denkmalbereich               | Weitere Bilder |
| Lange Straße (Karte)                            | Stabkirche Stiege | Stabkirche von 1905, 2017 als Denkmal ausgewiesen, 2021 erfolgte die Umsetzung in den Ort Stiege. | 094 30647          | Baudenkmal                   | Weitere Bilder |
| im Ortsmitte (Karte)                            | Kunstteich        | Oberer Teich (51.661200, 10.885400) Unterer Teich (51.665000, 10.888000)                          | 107 25017          | Baudenkmal                   | Weitere Bilder |
| Kirchstraße 20 oberhalb der Kirchstraße (Karte) | Kirche            | Kirche mit Glockenhaus und Pfarrhaus                                                              | 094 00859          | Baudenkmal                   | Weitere Bilder |
| Kirchstraße 29 (Karte)                          | Pfarrhaus         | Pfarrhaus, 2018 als Baudenkmal ausgewiesen                                                        | 094 30651          | Baudenkmal                   | Weitere Bilder |
| Kirchstraße 31 (Karte)                          | Schloss           |                                                                                                   | 094 02178          | Baudenkmal                   | Weitere Bilder |
| Lange Straße                                    | Bahnhof           | Bahnhof Der Bahnhof wird als Teilobjekt der unter Wernigerode eingetragenen Harzquerbahn geführt. | 094 56034 008      | Teilobjekt eines Baudenkmals |                |
| Schulstraße (Karte)                             | Schule            | Haupt- und Nebengebäude                                                                           | 094 25422          | Baudenkmal                   | Weitere Bilder |

### Tanne
| Lage                     | Bezeichnung        | Beschreibung | Erfassungs- nummer | Ausweisungsart | Bild           |
| ------------------------ | ------------------ | --- | ------------------ | -------------- | -------------- |
| Kirchberg (Karte)        | Kirche             | Barocke Holzkirche | 094 00860          | Baudenkmal     | Weitere Bilder |
| Bodetalstraße 18 (Karte) | Hammerwerk         | Ehemalige Unterhütte der Tanner Eisenhütte und Eisengießerei. Bis 1860 als Hammerwerk und Achsenschmiede genutzt. 1873 um ein Eisendrehwerk erweitert. 1912 bis 1952 auch Elektrizitätswerk mit Wasserturbine. 2004 abgerissen. Teil als Wohnhaus erhalten | 094 25019          | Baudenkmal     | Weitere Bilder |
| Bodetalstraße 33 (Karte) | Wohnhaus           | 2 Gebäude, Fachwerkhaus, ehemaliges Backhaus, Doppelhaus zu Nr.32 und „Schuppen“, heute Museumsteil „Wasserräder der Tanner Hütte“ | 094 02658          | Baudenkmal     | Weitere Bilder |
| Bodetalstraße 36 (Karte) | Verwaltungsgebäude | Ehemaliges Verwaltungsgebäude der Tanner Hütte AG, ab 1929 als Hotel genutzt. Heute Wohnhaus. | 094 02937          | Baudenkmal     | Weitere Bilder |
| Jägerborn 3 (Karte)      | Wohnhaus           | Fachwerkhaus, 2007 denkmalgerecht saniert | 094 02660          | Baudenkmal     | Weitere Bilder |
| Mittelweg 4 (Karte)      | Wohnhaus           | Fachwerkhaus, stark sanierungsbedürftig | 094 25020          | Baudenkmal     | Weitere Bilder |
| Schulstraße 7 (Karte)    | Wohnhaus           | Fachwerkhaus, direkt an der B242, gegenüber der „Hexenstube“ | 094 25021          | Baudenkmal     | Weitere Bilder |
| Schulstraße 15 (Karte)   | Schule             | Ehemaliges Schulgebäude, bis 2000 als Grundschule genutzt. | 094 02654          | Baudenkmal     | Weitere Bilder |

### Trautenstein
| Lage                                                                 | Bezeichnung         | Beschreibung                    | Erfassungs- nummer | Ausweisungsart | Bild           |
| -------------------------------------------------------------------- | ------------------- | ------------------------------- | ------------------ | -------------- | -------------- |
| Straßengabel westlich des Ortes, Abzweig nach Benneckenstein (Karte) | Wegweiser           |                                 | 094 02177          | Kleindenkmal   | Wegweiser      |
| Bergstraße auf vorspringendem Bergrücken über dem Ort (Karte)        | Kirche St. Salvator |                                 | 094 00861          | Baudenkmal     | Weitere Bilder |
| Bergstraße 1 (Karte)                                                 | Pfarrhaus           |                                 | 094 02171          | Baudenkmal     | Pfarrhaus      |
| Hasselfelder Straße 12, 13 (Karte)                                   | Wohnhaus            |                                 | 094 02173          | Denkmalbereich | Weitere Bilder |
| Hasselfelder Straße 25 (Karte)                                       | Schule              | Gemeindeamt                     | 094 02176          | Baudenkmal     | Weitere Bilder |
| Mühlenstraße 12, 14 (Karte)                                          | Häusergruppe        |                                 | 094 02172          | Denkmalbereich | Weitere Bilder |
| Schützenstraße 12 (Karte)                                            | Bauernhof           | kleines Bauernhaus vor Nr. 8-10 | 094 25485          | Baudenkmal     | Weitere Bilder |

## Ehemalige Kulturdenkmale nach Ortsteilen
Die nachfolgenden Objekte waren ursprünglich ebenfalls denkmalgeschützt oder wurden in der Literatur als Kulturdenkmale geführt. Die Denkmale bestehen heute jedoch nicht mehr, ihre Unterschutzstellung wurde aufgehoben oder sie werden nicht mehr als Denkmale betrachtet. Mitunter sind Einzelobjekte aber noch immer Bestandteil eines geschützten Denkmalbereichs.

### Benneckenstein (Harz)
| Lage                                        | Bezeichnung  | Beschreibung | Erfassungs- nummer | Ausweisungsart | Bild           |
| ------------------------------------------- | ------------ | ------------ | ------------------ | -------------- | -------------- |
| Bahnhofstraße 25 (Karte)                    | Wohnhaus     |              | 094 02682          |                | Weitere Bilder |
| Hohengeißerstraße, R.-Adam-Straße 3 (Karte) | Villa        |              | 094 02667          |                | Weitere Bilder |
| Oberstadt 7 (Karte)                         | Vogtei       |              | 094 02663          |                | Weitere Bilder |
| Unterbruch 4, 14, 15 (Karte)                | Wohnhaus     |              | 094 02671          |                | Weitere Bilder |
| Unterstadt 1-3, 21, 22, 9, 24 (Karte)       | Wohnhaus     |              | 094 02677          |                | Weitere Bilder |
| Walter-Rathenau-Platz 5 (Karte)             | Wohnhaus     |              | 094 02670          |                | Wohnhaus       |
| Zollhäuser Straße 6, 22, 23, 24 (Karte)     | Häusergruppe |              | 094 02223          |                | Weitere Bilder |

### Elbingerode (Harz)
| Lage | Bezeichnung  | Beschreibung                   | Erfassungs- nummer | Ausweisungsart | Bild           |
| --- | ------------ | ------------------------------ | ------------------ | -------------- | -------------- |
| über dem Bahnhof Mühlental                                                                               | Pinge        | Großer Graben                  | 094 55836          |                |                |
| Abzweig Eggeröder Brunnen an der Straße Heimburg Elbingerode (Karte)                                     | Wegweiser    | Drei-Herren-Stein              | 094 25486          |                | Weitere Bilder |
| Koordinaten fehlen! Hilf mit.                                                                            | Zeche        | Mangangrube Schävenholz        | 094 55840          |                |                |
| Amt 3 (Karte)                                                                                            | Amtshaus     | ehem. Amtsgericht              | 094 55793          |                | Weitere Bilder |
| Ernst-Grube-Straße 2, 4, Paul-Selke-Straße 19, Werner-Seelenbinder-Straße 14, 16, 18, 20, 22, 24 (Karte) | Häusergruppe | Straßenzug, Siedlungsbebauung  | 094 55790          |                | Weitere Bilder |
| Mühlental 2, 3, 4, 5, 7 (Karte)                                                                          | Straßenzug   |                                | 094 55788          |                | Weitere Bilder |
| Pfarrstraße 16 (Karte)                                                                                   | Wohnhaus     | Eckgebäude zur Rohrbachstraße, | 094 25249          |                | Weitere Bilder |
| Schillerstraße 7 (Karte)                                                                                 | Wohnhaus     |                                | 094 55811          |                | Weitere Bilder |
| Unterer Ortberg 6 (Karte)                                                                                | Wohnhaus     |                                | 094 55824          |                | Weitere Bilder |
| Unterer Ortberg 12 (Karte)                                                                               | Wohnhaus     |                                | 094 55825          |                | Weitere Bilder |
| Wernigeröder Straße 4 (Karte)                                                                            | Wohnhaus     | sogenanntes „Großes Haus“      | 094 55833          |                | Weitere Bilder |

### Elend
| Lage                 | Bezeichnung  | Beschreibung | Erfassungs- nummer | Ausweisungsart | Bild |
| -------------------- | ------------ | ------------ | ------------------ | -------------- | ---- |
| Bodeweg 8, 9 (Karte) | Häusergruppe |              | 094 00830          |                | BW   |

### Hasselfelde
| Lage                                      | Bezeichnung    | Beschreibung          | Erfassungs- nummer | Ausweisungsart | Bild           |
| ----------------------------------------- | -------------- | --------------------- | ------------------ | -------------- | -------------- |
| Am Markt (Karte)                          | Kriegerdenkmal |                       | 094 56062          |                | Weitere Bilder |
| Nordhäuser Straße (Karte)                 | Badeanstalt    | Waldbad Rebenteiche   | 094 56056          |                | Weitere Bilder |
| Nordhäuser Straße 10 Sellgraben 1 (Karte) | Sägewerk       | Sägewerk Fa. Buchholz | 094 97222          |                | Weitere Bilder |
| Weinbrunn 3 (Karte)                       | Wohnhaus       |                       | 094 56058          |                | Weitere Bilder |

### Königshütte (Harz)
| Lage                                                               | Bezeichnung  | Beschreibung | Erfassungs- nummer | Ausweisungsart | Bild           |
| ------------------------------------------------------------------ | ------------ | ------------ | ------------------ | -------------- | -------------- |
| Königshof, rechts der Bode                                         | Pinge        | Marmorpinge  | 094 56029          |                |                |
| Brockenstraße 1, 2, 3, 5, 6, 7, 8, 9, 10, Klingenberg 1, 2 (Karte) | Straßenzug   |              | 094 16378          |                | Weitere Bilder |
| Friedensstraße 1 (Karte)                                           | Bahnhof      |              | 094 16375          |                | Weitere Bilder |
| Friedensstraße 11 (Karte)                                          | Stall        | zwei Gebäude | 094 25308          |                | Weitere Bilder |
| Kuhbach 1, 2, 3 (Karte)                                            | Häusergruppe |              | 094 16376          |                | Weitere Bilder |
| Tannenstraße 5, 6, 9, 11                                           | Häusergruppe |              | 094 16377          |                |                |

### Rübeland
| Lage                                                   | Bezeichnung | Beschreibung                                                                              | Erfassungs- nummer | Ausweisungsart | Bild           |
| ------------------------------------------------------ | ----------- | ----------------------------------------------------------------------------------------- | ------------------ | -------------- | -------------- |
| An der Bode 4 (Karte)                                  | Wohnhaus    | „Zur grünen Eiche“                                                                        | 094 00929          |                | Wohnhaus       |
| Blankenburger Straße 42 (Karte)                        | Wohnhaus    |                                                                                           | 094 00930          |                | Weitere Bilder |
| Güldenwinkel 1, 2, 3, 5, 8, 10, 13, 16 Neuwerk (Karte) | Straßenzug  | dieser Straßenzug ist noch immer Teil des eingetragenen Denkmalbereichs 094 56429         | 094 56426          |                | Weitere Bilder |
| Mühle 63 (Karte)                                       | Brücke      | Kreuztalviaduktbrücke, ist noch immer Teil des eingetragenen Denkmalbereichs ID 107 25014 | 094 00731          |                | Weitere Bilder |
| Mühlental 7                                            | Gasthof     | Zu den vier Linden                                                                        | 094 00928          |                |                |
| Neuwerk, Kreuztal unterhalb des Krocksteins (Karte)    | Tunnel      | Krocksteintunnel, ist noch immer Teil des eingetragenen Denkmalbereichs 107 25014         | 094 25304          |                | BW             |

### Sorge
| Lage                        | Bezeichnung | Beschreibung | Erfassungs- nummer | Ausweisungsart | Bild |
| --------------------------- | ----------- | ------------ | ------------------ | -------------- | ---- |
| Försterbergstraße 5 (Karte) | Forsthaus   |              | 094 02169          |                | BW   |

### Stiege
| Lage                                           | Bezeichnung   | Beschreibung                                                                                         | Erfassungs- nummer | Ausweisungsart | Bild          |
| ---------------------------------------------- | ------------- | --- | ------------------ | -------------- | ------------- |
| B242 Stiege 4 km Richtung Güntersberge (Karte) | Albrechtshaus | Ehemaliges Sanatorium Albrechtshaus, ist noch immer Teil des eingetragenen Denkmalbereichs 094 97678 | 094 56035          |                | Albrechtshaus |
| B242 Stiege 4 km Richtung Güntersberge (Karte) | Albrechtshaus | Marienhaus (Frauenhaus), ist noch immer Teil des eingetragenen Denkmalbereichs 094 97678             | 094 56037          |                | Albrechtshaus |
| B242 Stiege 4 km Richtung Güntersberge (Karte) | Albrechtshaus | Grundmauern hinter dem Marienhaus, sind noch immer Teil des eingetragenen Denkmalbereichs 094 97678  | 094 56038          |                | BW            |
| Kirchstraße 20 (Karte)                         | Wohnhaus      | nicht mehr existent, nach 2000 abgerissen                                                            | 094 02179          |                | BW            |

### Tanne
| Lage                             | Bezeichnung             | Beschreibung | Erfassungs- nummer | Ausweisungsart | Bild                    |
| -------------------------------- | ----------------------- | --- | ------------------ | -------------- | ----------------------- |
| Bodetalstraße 2 (Karte)          | Wohnhaus m. Hofgebäuden | Ehemaliges herzoglich-braunschweigisches Oberforstamt mit Nebengebäude. Haupthaus 2002 durch Brand zerstört. Verändert wiederaufgebaut                                                                     | 094 02656          |                | Wohnhaus m. Hofgebäuden |
| Bodetalstraße 3 (Karte)          | Bahnhof                 | Ehemaliges Bahnhofsgebäude der Halberstadt-Blankenburger Eisenbahngesellschaft. Endstation der Harzzahnrad- und Rübelandbahn bis 1969. 2011 nach langem Leerstand durch Brand beschädigt, 2012 abgerissen. | 094 02657          |                | Bahnhof                 |
| Bodetalstraße 22, 24, 29 (Karte) | Häusergruppe            | Ehemalige Reihenhausgruppe mit baugleichen Wohnhäusern (Mietshäuser) für Hüttenarbeiter. Heute stark überprägt.                                                                                            | 094 02935          |                | Weitere Bilder          |
| Lindenweg 1 (Karte)              | Wohnhaus                | | 094 02655          |                | Weitere Bilder          |

## Legende
In den Spalten befinden sich folgende Informationen:
- Lage: Nennt den Straßennamen und wenn vorhanden die Hausnummer des Kulturdenkmals. Die Grundsortierung der Liste erfolgt nach dieser Adresse. Der Link „Karte“ führt zu verschiedenen Kartendarstellungen und nennt die geographischen Koordinaten.
Link zu einem Kartenansichtstool, um Koordinaten zu setzen. In der Kartenansicht sind Baudenkmale ohne Koordinaten mit einem roten bzw. orangen Marker dargestellt und können in der Karte gesetzt werden. Baudenkmale ohne Bild sind mit einem blauen bzw. roten Marker gekennzeichnet, Baudenkmale mit Bild mit einem grünen bzw. orangen Marker.
- Offizielle Bezeichnung: Nennt den Namen, die Bezeichnung oder zumindest die Art des Kulturdenkmals und verlinkt, soweit vorhanden, auf den Artikel zum Objekt.
- Beschreibung: Nennt bauliche und geschichtliche Einzelheiten des Kulturdenkmals, vorzugsweise die Denkmaleigenschaften.
- Erfassungsnummer: Für jedes Kulturdenkmal wird in Sachsen-Anhalt eine 20stellige Erfassungsnummer vergeben. Die letzten zwölf Ziffern werden für die Untergliederung nach Teilobjekten genutzt und werden nur angegeben, soweit vergeben. In dieser Spalte kann sich folgendes Icon  befinden, dies führt zu Angaben zu diesem Baudenkmal bei Wikidata.
- Ausweisungsart: Die Einordnung des Denkmales nach § 2 Abs. 2 DenkmSchG LSA
- Bild: Ein Bild des Denkmales, und gegebenenfalls einen Link zu weiteren Fotos des Kulturdenkmals im Medienarchiv Wikimedia Commons. Wenn man auf das Kamerasymbol klickt, können Fotos zu Kulturdenkmalen aus dieser Liste hochgeladen werden: